# Leichtathletik-Länderkampf der Frauen 1985 BR Deutschland – Bulgarien – Polen
| 9. Leichtathletik-Länderkampf mit bundesdeutscher Beteiligung 1985 | 9. Leichtathletik-Länderkampf mit bundesdeutscher Beteiligung 1985 |
| ------------------------------------------------------------------ | ------------------------------------------------------------------ |
|                                                                    |                                                                    |
| Ländervergleich der Frauen: BR Deutschland – Bulgarien – Polen     |                                                                    |
| Austragungsort                                                     | Heidenheim                                                         |
| Wettbewerbe                                                        | 14                                                                 |
| Datum                                                              | 15. Juni                                                           |
| 1. BGR 2. POL 3. FRG                                               | 114 Punkte 101 Punkte 079 Punkte                                   |
| Chronik                                                            |                                                                    |
| ← FRG-SUI Geher (M)                                                | URS-FRG 10kampf (M) →                                              |

Den neunten Vergleich des Länderkampfjahres 1985 bestritten die bundesdeutschen Frauen eine knappe Woche nach dem Geher-Länderkampf der Männer. In Heidenheim an der Brenz wurde am 15. Juni ein Dreiländerkampf der Frauen mit dem allgemeinen leichtathletischen Programm zwischen der Bundesrepublik Deutschland, Bulgarien und Polen ausgetragen.
Fünf vorangegangene Begegnungen hatte es mit Bulgarien gegeben, die Bilanz lautete drei zu zwei für Bulgarien. Die letzte Begegnung hatte Bulgarien im Vorjahr mit großem Vorsprung für sich entschieden.
Zum bereits achtzehnten Mal trafen die bundesdeutschen Leichtathletinnen hier auf Polen. Im Vorjahr hatte es sogar zwei Vergleiche gegeben, beim letzten davon war auch Bulgarien, wie oben genannt, in getrennter Wertung dabei gewesen. Die Bilanz des Vorjahres lautete eins zu eins, insgesamt hatte die Bundesrepublik elf und Polen sechs Siege zu Buche stehen.

## Modus
Auf dem Programm stand neben den bei Frauenländerkämpfen bisher üblichen dreizehn Disziplinen ein weiteres Rennen über 400 Meter Hürden, eine Disziplin, die 1984 in den olympischen Katalog für Frauen aufgenommen worden war. Aus dem 1984 erweiterten olympischen Frauenprogramm fehlte damit nur der 3000-Meter-Lauf. Die Punkte in den Einzeldisziplinen wurden wie folgt vergeben. 1. Platz: 7 Punkte / 2. Pl.: 5 P / 3. Pl.: 4 P / 4. Pl.: 3 P. / … In den Staffeln wurde mit sieben zu vier zu zwei gewertet.

## Ergebnis
In der Begegnung hier in Heidenheim sah das bundesdeutsche Team nicht gut aus. In den Einzelläufen konnte die Mannschaft mit zwei Disziplinerfolgen gegenüber drei polnischen Siegen und einem bulgarischen Sieg noch mithalten. In einem Wettbewerb sammelten Polen und Bulgarien hier gleich viele Punkte. Nur im Bereich Wurf/Stoß verbuchten die bundesdeutschen Vertreterinnen noch einen Disziplingewinn, ansonsten lagen überall die Konkurrentinnen vorn. Beide Staffeln sicherte sich Polen, beide Sprünge entschied Bulgarien für sich. Die beiden verbleibenden Wettbewerbe in der Kategorie Wurf/Stoß gingen an Bulgarien. In der Endabrechnung siegten die Bulgarinnen mit 114 Punkten vor den Polinnen, die auf 101 Punkte kamen. Die bundesdeutschen Frauen landeten abgeschlagen mit 79 Punkten auf dem dritten und letzten Platz.

## Resultate

### 100 m
| Platz | Athletin             | Land | Zeit (s) |
| ----- | -------------------- | ---- | -------- |
| 1     | Ewa Pisiewicz        | POL  | 11,40    |
| 2     | Iwona Pakula         | POL  | 11,45    |
| 3     | Heidi-Elke Gaugel    | FRG  | 11,62    |
| 4     | Pepa Pawlowa         | BGR  | 11,66    |
| 5     | Krasimira Pentschewa | BGR  | 11,71    |
| 6     | Resi März            | FRG  | 11,88    |

Wind: −0,17 m/s

### 200 m
| Platz | Athletin            | Land | Zeit (s) |
| ----- | ------------------- | ---- | -------- |
| 1     | Ewa Kasprzyk        | POL  | 22,70    |
| 2     | Heidi-Elke Gaugel   | FRG  | 23,25    |
| 3     | Urzula Jaros        | POL  | 23,27    |
| 4     | Pepa Pawlowa        | BGR  | 23,64    |
| 5     | Atanaska Atanassowa | BGR  | 23,82    |
| 6     | Andrea Bersch       | FRG  | 23,84    |

Wind: +1,3 m/s

### 400 m
| Platz | Athletin                | Land | Zeit (s) |
| ----- | ----------------------- | ---- | -------- |
| 1     | Genowefa Błaszak        | POL  | 50,89    |
| 2     | Rossiza Stamenowa       | BGR  | 53,33    |
| 3     | Nicole Leistenschneider | FRG  | 53,65    |
| 4     | Malena Andonowa         | BGR  | 53,79    |
| 5     | Christiane Brinkmann    | FRG  | 53,82    |
| 6     | Małgorzata Ciszek       | POL  | 55,11    |

### 800 m
| Platz | Athletin           | Land | Zeit (min) |
| ----- | ------------------ | ---- | ---------- |
| 1     | Swobodka Damjanowa | BGR  | 2:03,15    |
| 2     | Nikolina Schterewa | BGR  | 2:03,25    |
| 3     | Monika Bens        | FRG  | 2:03,60    |
| 4     | Wanda Stefanska    | POL  | 2:03,95    |
| 5     | Brygida Bak        | POL  | 2:04,57    |
| 6     | Brigitte Brückner  | FRG  | 2:05,23    |

### 1500 m
| Platz | Athletin        | Land | Zeit (min) |
| ----- | --------------- | ---- | ---------- |
| 1     | Wanja Stojanowa | BGR  | 4:13,14    |
| 2     | Brigitte Kraus  | FRG  | 4:13,94    |
| 3     | Birgit Schmidt  | FRG  | 4:16,03    |
| 4     | Barbara Klepka  | POL  | 4:16,06    |
| 5     | Grażyna Kowina  | POL  | 4:20,20    |
| 6     | Katja Krastewa  | BGR  | 4:21,47    |

### 100 m Hürden
| Platz | Athletin           | Land | Zeit (s) |
| ----- | ------------------ | ---- | -------- |
| 1     | Ginka Sagortschewa | BGR  | 12,94    |
| 2     | Claudia Reidick    | FRG  | 13,45    |
| 3     | Gudrun Lattner     | FRG  | 13,59    |
| 4     | Elzbieta Szilc     | POL  | 13,64    |
| 5     | Sylwia Bednarska   | POL  | 13,80    |
| 6     | Bonka Penewa       | BGR  | 14,92    |

Wind: +0,46 m/s

### 400 m Hürden
| Platz | Athletin           | Land | Zeit (s) |
| ----- | ------------------ | ---- | -------- |
| 1     | Małgorzata Dunecka | POL  | 57,06    |
| 2     | Jolanta Stalmach   | POL  | 57,74    |
| 3     | Bonka Penewa       | BGR  | 58,86    |
| 4     | Angela Wilhelm     | FRG  | 59,09    |
| 5     | Gaby Prüfer        | FRG  | 59,48    |
| 6     | Jordanka Krumowa   | BGR  | 62,30    |

### 4 × 100 m Staffel
| Platz | Besetzung      | Land                                                                     | Zeit (s) |
| ----- | -------------- | ------------------------------------------------------------------------ | -------- |
| 1     | Polen          | Iwona Pakula Urzula Jaros Ewa Pisiewicz Ewa Kasprzyk                     | 43,28    |
| 2     | Bulgarien      | Ginka Sagortschewa Pepa Pawlowa Nadeschda Georgiewa Krasimira Pentschewa | 43,88    |
| 3     | BR Deutschland | Resi März Andrea Bersch Heidi-Elke Gaugel Claudia Albinger               | 44,26    |

### 4 × 400 m Staffel
| Platz | Besetzung      | Land                                                                   | Zeit (min) |
| ----- | -------------- | ---------------------------------------------------------------------- | ---------- |
| 1     | Polen          | Małgorzata Ciszek Małgorzata Dunecka Jolanta Stalmach Genowefa Błaszak | 3:31,81    |
| 2     | Bulgarien      | Bodjadjiewa Rossiza Stamenowa Jordanka Krumowa Malena Andonowa         | 3:32,80    |
| 3     | BR Deutschland | Claudia Steger Heidi-Elke Gaugel Elke Decker Christina Sussiek         | 3:34,15    |

### Hochsprung
| Platz | Athletin           | Land | Höhe (m) |
| ----- | ------------------ | ---- | -------- |
| 1     | Stefka Kostadinowa | BGR  | 1,98     |
| 2     | Ljudmila Andonowa  | BGR  | 1,96     |
| 3     | Danuta Bułkowska   | POL  | 1,89     |
| 4     | Andrea Breder      | FRG  | 1,86     |
| 5     | Heike Redetzky     | FRG  | 1,86     |
| 6     | Jolanta Komsa      | POL  | 1,80     |

### Weitsprung
| Platz | Athletin         | Land | Weite (m) |
| ----- | ---------------- | ---- | --------- |
| 1     | Sylwia Christowa | BGR  | 6,55      |
| 2     | Jasmin Feige     | FRG  | 6,47      |
| 3     | Agata Karczmarek | POL  | 6,46      |
| 4     | Newjana Ignatowa | BGR  | 6,35      |
| 5     | Ilona Dopierała  | POL  | 6,27      |
| 6     | Anna Buballa     | FRG  | 3,59 a    |

### Kugelstoßen
| Platz | Athletin          | Land | Weite (m) |
| ----- | ----------------- | ---- | --------- |
| 1     | Svetla Mitkova    | BGR  | 18,69     |
| 2     | Snejana Wassilewa | BGR  | 17,77     |
| 3     | Boquila Suska     | POL  | 15,80     |
| 4     | Małgorzata Wolska | POL  | 15,62     |
| 5     | Doris Gutewort    | FRG  | 13,48     |
| 6     | Dagmar Galler     | FRG  | 13,36     |

### Diskuswurf
| Platz | Athletin           | Land | Weite (m) |
| ----- | ------------------ | ---- | --------- |
| 1     | Zwetanka Christowa | BGR  | 62,94     |
| 2     | Svetla Mitkova     | BGR  | 62,44     |
| 3     | Renata Katewicz    | POL  | 61,68     |
| 4     | Dagmar Galler      | FRG  | 59,64     |
| 5     | Ewa Siepsiak       | POL  | 58,06     |
| 6     | Doris Gutewort     | FRG  | 55,44     |

### Speerwurf
| Platz | Athletin         | Land | Weite (m) |
| ----- | ---------------- | ---- | --------- |
| 1     | Manuela Alizadeh | FRG  | 59,90     |
| 2     | Iwanka Watschewa | BGR  | 55,74     |
| 3     | Maria Jabłońska  | POL  | 54,70     |
| 4     | Heike Gerber     | FRG  | 48,98     |
| 5     | Svetla Mitkova   | BGR  | 43,26     |
| 6     | Ewa Siepsiak     | POL  | 21,54     |